# Associació d'utilitat pública
La declaració d'utilitat pública és el reconeixement administratiu que una associació està constituïda per assolir una finalitat d'interès general. Aquest reconeixement, comporta una sèrie de drets i d'obligacions. Un exemple d'aquesta tipologia d'associacions es l'associació viquipedista catalana Amical Wikimedia.

## Drets
▪ Esmentar aquesta qualificació a tota classe de documents, després del seu nom.
▪ Gaudir de beneficis fiscals, econòmics, administratius i processals d'acord amb el que estableixi la normativa en cada cas.

## Obligacions
▪ Rendir comptes anualment i presentar una memòria descriptiva de les activitats realitzades durant l'exercici, a Catalunya cal fer-ho al Departament de Justícia de la Generalitat de Catalunya.
El procediment pel reconeixement administratiu a l'estat espanyol està regulat pel Reial Decret 1740/2003 de 19 de Desembre, publicat al B.O.E. de 13 de Gener de 2004, essent la concessió competència de l'Administració Central, i en concret del Ministeri de l'Interior, tot i que el tràmit a Catalunya es porta a terme a través del Departament de Justícia de la Generalitat de Catalunya.